# 이누카이 아츠히로
이누카이 아츠히로(일본어: 犬飼 貴丈, 1994년 6월 13일 ~ )는 일본의 남성 배우이다.

## 내력
2012년 제 25회 쥬논 슈퍼보이 콘테스트에서 총 응모자수 13,816명 중에서 그랑프리를 수상. 낮 드라마 푸른 바다 ~LONG SUMMER~를 통하여 데뷔.
2017년 가면라이더 빌드를 통하여 첫 드라마 주역을 맡게 되었다. 가면라이더 드라이브의 정보가 유출될 당시 가장 신빙성 있다고 취급받았던 루머가 있었는데, 당시 세븐스라는 이름의 주인공 배역을 맡았다라는 이야기가 있었다. 결국 루머로 그치게 되었지만 이후 3년 뒤, 가면라이더 빌드의 주인공 키류 센토역으로 발탁되었다.

## 출연작

### TV 드라마
- 가면라이더 빌드 - 키류 센토 역 (2017년 ~ 2018년)
- TV 아사히 채널 방영 절대 BL이 되는 세계 VS 절대 BL이 되고 싶지 않은 남자 (絶対BLになる世界VS絶対BLになりたくない男) - 모브 (2021년, 시즌 1 / 2022년, 시즌 2)

## 영화
- 극장판 가면라이더 이그제이드 트루 엔딩 - 카츠라기 타쿠미 역
- 가면라이더 헤이세이 제네레이션즈 FINAL 빌드&이그제이드 with 레전드 라이더 - 키류 센토 역
- 극장판 가면라이더 빌드 Be The One - 키류 센토 역
- 가면라이더 헤이세이 제네레이션즈 FOREVER - 키류 센토 역
- 빌드 NEW WORLD 가면라이더 크로즈 - 키류 센토 역
- 빌드 NEW WORLD 가면라이더 그리스 - 키류 센토 역